# Миља Вујановић
Миља Вујановић – „Регулус" (Београд, 21. август 1945 — Београд, 4. јуна 2005) била је српска глумица и астролог.
По образовању је магистар политичких наука. Постала је позната као победница на конкурсу за најлепшу жену Србије 1967.
Још већу популарност јој је донела главна улога у филму „Рани радови“ Желимира Жилника, који су филму донели награду „Златног медведа“ на фестивалу у Берлину. Награда за главну женску улогу није донета јер жири није могао да се одлучи између Миље и Џералдине Чаплин.

## Глумачка каријера
После Еве Рас, била је друга глумица која се свлачила у филмовима, а дала је изјаву „да боље изгледа без одеће, него кад је обучена“. Играла је у више филмова са мало одеће и тиме отворила пут будућим младим глумицама које су готово све тако почињале своју каријеру.

## Филмографија
| Год.   | Назив                   | Улога                   |
| ------ | ----------------------- | ----------------------- |
| 1960-е |                         |                         |
| 1969.  | Рани радови             | Југослава               |
| 1969.  | Мост                    | Калуђерица              |
| 1970-е |                         |                         |
| 1970.  | Живот је масовна појава |                         |
| 1970.  | Бабље лето              |                         |
| 1970.  | Бубе у глави            | Вера                    |
| 1971.  | Нокаут                  |                         |
| 1971.  | Снег на уснама          |                         |
| 1972.  | Ратнички таленат        | Матијана, конобарица    |
| 1974.  | Позориште у кући 2      | Олгина колегиница       |
| 1975.  | Тена                    |                         |
| 1975.  | Ђавоље мердевине        |                         |
| 1975.  | Песма (ТВ серија)       |                         |
| 1976.  | Част ми је позвати вас  | Миља                    |
| 1978.  | Окупација у 26 слика    | Марија, Михова мајка    |
| 1980-е |                         |                         |
| 1980.  | Оловна бригада          | Душица                  |
| 1981.  | Ерогена зона            | Лола, девојка на тенису |
| 1981.  | Светозар Марковић       |                         |

## Астролог
Кад јој је досадило да игра улоге празноглавих лепотица, почела је да се бави астрологијом, као једна од првих особа која је то јавно чинила у СФРЈ. Писала је за новине, објављивала књиге. Филмску каријеру је прекинула нагло и наизглед без повода. „Одлуку да напустим филм донела сам када сам схватила да текстови које изговарам нису оно што бих ја у сличним ситуацијама изговарала. Астрологију сам почела да проучавам пре тридесет година. И мада жалим за филмом, астрологији сам остала верна све до данас. Уосталом, не бирамо ми професију, професија бира нас“ рекла је Миља.
Стекла је диплому „Америчке федерације астролога“ и звање „Стручњака за звездану магију“ и „Пренесеног знања из области древне српске магије“.
Током распада Југославије деведесетих година Миља је имала емисију на телевизији, где је, позивајући се на астрологију, промовисала становиште српске националне идеје. Говорила је са пуно оптимизма и афирмативно о будућој српској победи над целим светом, објашњавала како статуа испред Уједињених нација у Женеви представља испреплетане змије (па дакле и зло, ђавола, и слично), тумачила брош Медлин Олбрајт, проналазила број 666 свугде где га је од датих бројева било могућно срачунати, прорицала пропаст Сједињених Држава, итд.
Многи су Миљи Вујановић ову емисију замерили као стајање на страну оних који су заговарали рат.
У то време је обнародовала своју „удају“ за звезду Регулус, која је по западној астрологији (али не и по индијској астрологији, тј. не и астрономски) у конјункцији са њеним наталним Сунцем и почела је да се потписује као „Вујановић-Регулус“.

## Књиге
Написала је шест књига из области астрологије.
У трагедији која јој се десила 2000. године (физички напад љубоморног човека са којим је била у краћој вези), остала је потпуно непокретна (quadriplegia). Међутим, нада и вера је нису напуштале ни током последњих година живота, јер је у то време написала и издала четири књиге, међу којима је и Насмеши се Господе, (30 молитви), Богиња Љубави,...
Преминула је 4. јуна 2005. године у Београду.